# 지독한 사랑을 꿈꾸는 당신에게
《지독한 사랑을 꿈꾸는 당신에게》는 2003년 7월 25일에 MBC 베스트극장을 통해 방영된 드라마이다.

## 줄거리
영어 교사인 하연은 새로 부임하는 학교에 오랜 친구 지훈의 차로 가다가 갑자기 차가 고장이 나고, 택시도 잡을 수 없어 첫날부터 지각할 위기에 처한다. 다행히 지나가는 오토바이를 붙잡아 간신히 학교에 도착하는데, 쉬는 시간에 오토바이를 태워준 구세주와 마주치는데 같은 학교 학생이라 당황스럽다. 거기다 그 학생의 이름이 자신이 예전 남자친구의 이름인 ‘선우’와 같아 하연은 이상한 인연이라 생각한다.
지훈은 하연이 부임하기 전부터 이 학교에서 농구부 코치로 있었는데, 재능 있는 선우를 입단시키기 위해 하연의 도움을 구한다. 공교롭게도 어린 선우의 여자 친구의 이름은 ‘하연’이고 두 사람은 같은 반에 있다. 이 기막힌 우연에 하연은 놀라움을 금치 못한다. 하연은 어린 선우에게 특별한 관심을 보이기 시작한다.

## 등장 인물

### 주요 인물
- 박진희 : 이하연 역 - 영어교사
- 김남진 : 한지훈 역 - 농구 코치

### 그 외 인물
- 백승우 : 강선우 역
- 백현미 : 양호교사 역
- 민지혜 : 이하연 역
- 최효종 : 강선우 역